# 掲子内親王
掲子内親王（ながこないしんのう）は、文徳天皇の第七皇女。陽成天皇朝の伊勢斎宮。清和天皇らの異母妹。名は揚子あるいは楊子とも表記する。無品。
元慶6年（882年）4月7日、清和上皇の崩御により退下した識子内親王（清和天皇皇女）と交替して斎宮に卜定される。同7年（883年）8月24日、野宮に入るが、同8年（884年）陽成天皇の退位により群行せず野宮から退下。延喜14年（914年）2月23日に没する。